# Estació de trens de Niederkorn
L'Estació de trens de Niederkorn (en luxemburguès: Gare Nidderkuer; en francès: Gare de Differdange, en alemany: Bahnhof Niederkorn) és una estació de trens que es troba a Niederkorn al sud-oest de Luxemburg. La companyia estatal propietària és Chemins de Fer Luxembourgeois. L'estació és de la línia 60 CFL, que connecta la Ciutat de Luxemburg amb les Terres Roges del sud del país.

## Servei
Niederkorn rep els serveis ferroviaris pels trens de Regionalbahn (RB) amb relació a les línia 60 CFL de Ciutat de Luxemburg a Rodange.